# Cesinha Chaves
Cesinha Chaves, nascido Cesar Augusto Diniz Chaves Filho (Rio de Janeiro, 24 de julho de 1955 – Rio de Janeiro, 21 de junho de 2024) foi um skatista, videomaker, e apresentador de televisão brasileiro, considerado um precursor do skate e pioneiro da mídia especializada deste esporte no Brasil.

## Carreira
Skatista desde 1968, época em que o skate no país ainda era chamado de “surfinho”, ele fundou a primeira marca de shapes do país e liderou uma das primeiras equipes de competição do Rio, a Surfcraf. Foi também coeditor das revistas Brasil Skate e Visual Esportivo.
Em 1980 ele participou das provas do Circuito da ASPO (Association of Skate Park Owners), na Califórnia, EUA.
Nos anos 1990, foi o criador do primeiro site especializado em skate no Brasil, o Brasil Skate.
Cesinha faleceu aos 68 anos no Rio de Janeiro, ele lutava contra um câncer há vários anos.

## Aparições na Mídia

### Programas de Rádio
| Ano/Período | Programa       | Emissora      | Papel                                       |
| ----------- | -------------- | ------------- | ------------------------------------------- |
| 1987        | Esporte e Ação | Rádio Estácio | Apresentador de um bloco diário sobre Skate |

### Programas de TV
| Ano/Período | Programa                                                         | Emissora         | Papel                                                     |
| ----------- | ---------------------------------------------------------------- | ---------------- | --------------------------------------------------------- |
| 1983 - 1990 | Vibração                                                         | TV Record        | Apresentador, Editor, Diretor, Redator e Câmera           |
| 1991 - 1992 | Ombak                                                            | MTV Brasil       | Apresentador e editor                                     |
| 1993 - 1999 | Vários                                                           | OM, CNT e Sportv | Editor, Diretor, Redator e Câmera                         |
| 1999 - 2000 | Programa SK8                                                     | Sportv           | Editor, Diretor, Redator e Câmera                         |
| 2000 - 2001 | Na Aba e Pool Sessions                                           | Sportv           | Editor, Diretor, Redator, Câmera e Narrador               |
| 2006 - 2014 | Disaster, Skate de A a Z, Circuito Brasileiro e Mundial de Skate | Woohoo           | Editor, Diretor, Redator, Câmera e Narrador               |
| 2012 - 2016 | Videos participativos                                            | Pro Planeta      | Editor                                                    |
| 2016 - 2024 | Chave Mestra Videos                                              | You Tube         | Apresentador, Editor, Diretor, Redator, Câmera e Narrador |

### Filmografia
| Ano  |  | Filme                                                        | Gênero       | Papel                        | Ref.   |
| ---- |  | ------------------------------------------------------------ | ------------ | ---------------------------- | ------ |
| 1994 |  | Hellride Brazil '94                                          | Documentário | Direção, produção e filmagem |        |
| 1995 |  | Sk8tour - Uma Aventura de Skate nos EUA e Europa             | Documentário | Direção, produção e filmagem |        |
| 1996 |  | Skateboards - Uma Viagem aos Quatro Cantos do Mundo do Skate | Documentário | Direção, produção e filmagem | [ 9 ]  |
| 1997 |  | Conexão Europa                                               | Documentário | Direção, produção e filmagem |        |
| 2002 |  | Bob, Jen & Lotus                                             | Documentário | Direção, produção e filmagem |        |
| 2010 |  | Vida Sobre Rodas                                             | Documentário | Ele mesmo                    | [ 10 ] |

## Livros Publicados
- 2000 - A onda dura - 3 décadas de skate no Brasil (co-autoria)